# Фукуко Андо
Фукуко Андо (1964) — японский дизайнер.
Родилась в 1964 году в Японии. В 1991 году переехала в Париж. В 1993 году работала на Кристиана Диора. С 1995 года работает как свободный дизайнер. С 1999 до 2002 года сотрудничала с Кристианом Лакруа, они работали над созданием его коллекции. В 2004 году участвовала в выставке Biennale de Paris и в Неделе дизайна в Монтеррей в Мексике.
Одежда Фукуко Андо не относится ни к haute couture, ни к pret-a-porter. Это что-то особенное, раскрашенное краской с применением специальной техники — с помощью шнурков и т. д.
Она говорит: «Мои творения — это сгустки энергии. Я наполняю их позитивом. Эта энергия невидима, она подобна музыке. Мелодия охватывает ваше тело, вибрации меняют вас изнутри. Вы чувствуете изменения, происходящие внутри, и энергия снова рвется наружу. И тогда вы начинаете творить.»
Коллекция и выставка Плеяды: летом 2005 года Фукуко Андо создала серию из 140 кукол. 20 вариантов семи сестер, названных именами семи звезд, из которых состоит Плеяды: Алкиона, Меропа, Майя, Электра, Тайгета, Келено и Стеропа. Фукуко Андо обозначила каждую куклу своим кодом и знаками, основываясь на концепции о том, что и в мире нет человека, для которого можно было бы найти абсолютно идентичного двойника.